# 韓詩
《韓詩》，是《詩經》四家之一。漢初燕人韓嬰所傳。《韓詩》亡於北宋。